# Pál Iványi

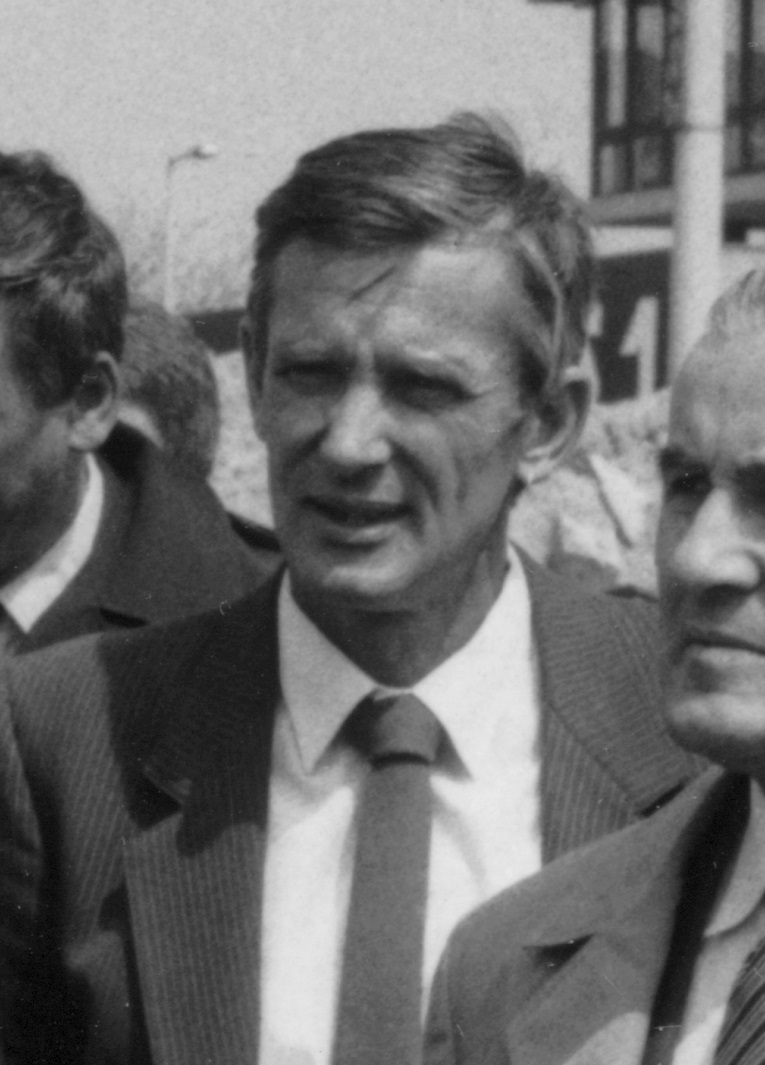
Pál Iványi (1984)

Pál Iványi (* 25. August 1942 in Budapest) ist ein ehemaliger ungarische Politiker der Ungarischen Sozialistischen Arbeiterpartei MSZMP (Magyar Szocialista Munkáspárt), der unter anderem von 1987 bis 1988 als Vorsitzender des Stadtrates de facto Bürgermeister von Budapest sowie anschließend zwischen 1988 und 1989 ZK-Sekretär für Wirtschaft war. Am 22. Mai 1988 wurde er zum Mitglied des Politbüro des ZK der MSZMP gewählt und gehörte diesem obersten Führungsgremium der Ungarischen Sozialistischen Arbeiterpartei bis zum 24. Juni 1989 an.

## Leben
Iványi, Sohn eines Handlungsgehilfen, war nach dem Schulbesuch zwischen 1961 und 1962 als Techniker bei dem Lastkraftwagenhersteller Csepel Autógyár tätig und begann danach ein Maschinenbaustudium an der Technischen Universität Budapest (BME), das er 1967 mit einem Diplom als Maschinenbauingenieur in der Fachrichtung Fahrzeugbau abschloss. Nach Abschluss des Studiums kehrte er als Forschungsingenieur zu Csepel Autógyár zurück und stieg dort zuletzt bis 1976 zum stellvertretenden Direktor auf.
Während dieser Zeit trat er 1969 der MSZMP bei und fungierte zwischen 1976 und 1980 als Parteisekretär bei der Fluggesellschaft Malév (Magyar Légiközlekedési Vállalat), ehe er danach im Februar 1980 Leiter der Wirtschaftsabteilung der MSZMP-Stadtleitung von Budapest wurde. Danach war er von Januar 1985 bis Dezember 1986 stellvertretender Leiter der ZK-Abteilung für Wirtschaft. Seit 1980 war er zudem Sekretär der Arbeitsgruppe für Wirtschaft im ZK.
Am 17. Dezember 1986 wurde Iványi zum Vorsitzenden des Stadtrates von Budapest gewählt und damit de facto als Nachfolger von Zoltán Szépvölgyi zum Bürgermeister von Budapest. Seine Amtszeit dauerte vom 1. Januar 1987 bis zum 20. Dezember 1988 und wurde dann von József Bielek abgelöst. Während seiner Amtszeit fand am 17. September 1988 ein Tag der offenen Tür im Zeichen der Freundschaft zwischen Wien und Budapest sowie der Bemühungen der beiden Städte um eine gemeinsame Weltausstellung statt. Dazu gaben er und Wiens Bürgermeister Helmut Zilk eine gemeinsame Pressekonferenz.
Daneben wurde er am 23. Juni 1987 zum Mitglied des Zentralkomitees (ZK) der MSZMP gewählt. Am 22. Mai 1988 wurde er zum Mitglied des Politbüros des ZK der MSZMP gewählt und gehörte diesem obersten Führungsgremium der Ungarischen Sozialistischen Arbeiterpartei bis zum 24. Juni 1989 an. Daneben fungierte er vom 15. Dezember 1988 bis zum 7. Oktober 1989 als ZK-Sekretär für Wirtschaftspolitik und war daneben auch Vorsitzender des Wirtschafts- und Sozialausschusses der MSZMP.
Bei den Wahlen zum vierköpfigen Parteipräsidium der MSZMP – dem Nachfolgeorgan des Politbüros – am 24. Juni 1989 unterlag er den Mitbewerbern Károly Grósz (Generalsekretär der Partei), Ministerpräsident Miklós Németh und den beiden Staatsministern Rezső Nyers und Imre Pozsgay, blieb aber ZK-Sekretär ohne Sitz im Parteipräsidium.